# Луитпольд Баварский (1951)
Принц Луитпольд Рупрехт Генрих (род. 14 апреля 1951 года, Замок Лойтштеттен, Штарнберг, Бавария, Германия) — член баварского королевского дома Виттельсбахов, генеральный директор пивоварни König Ludwig Schlossbrauerei.

## Биография

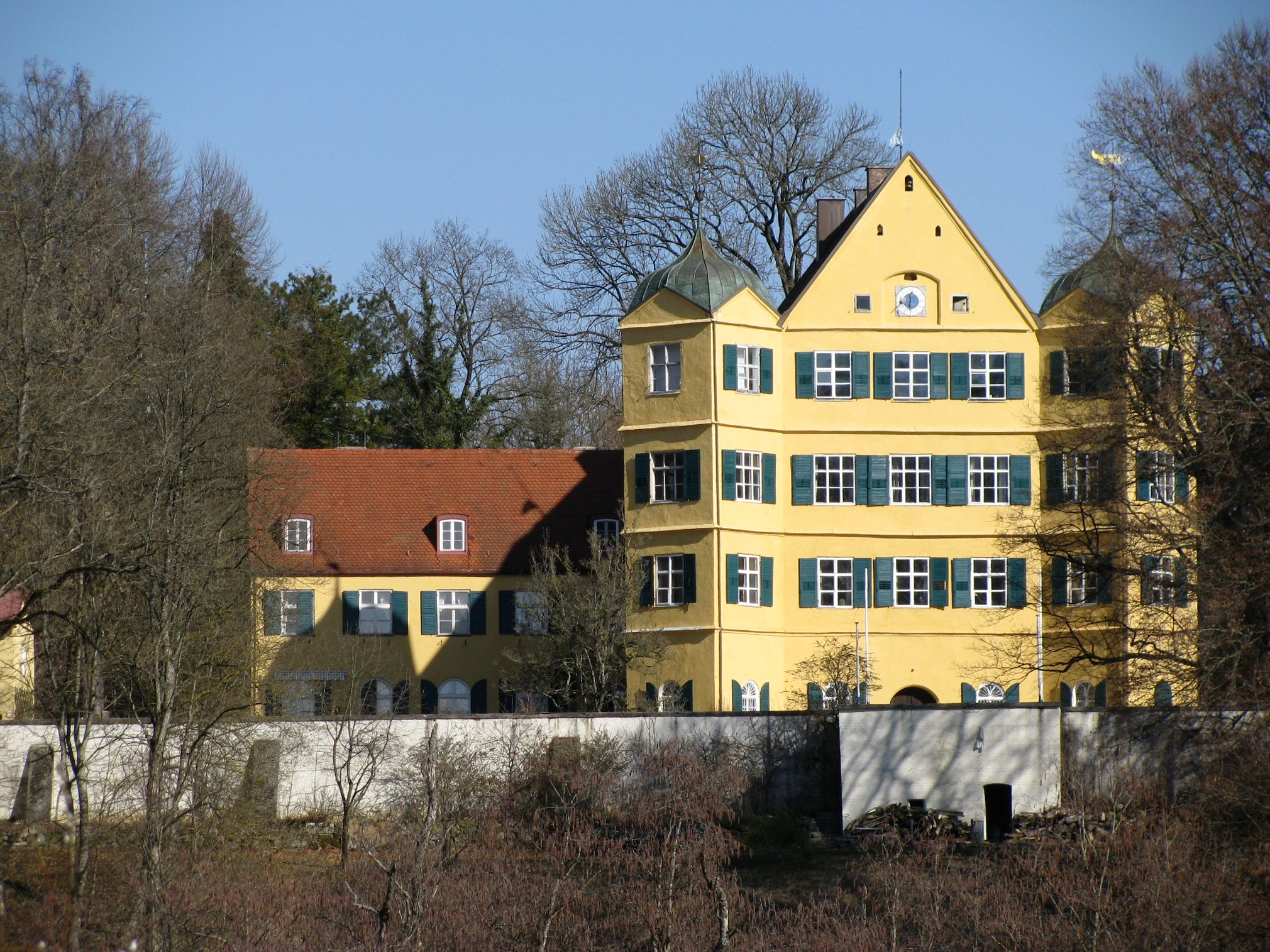
Замок Лойтштеттен

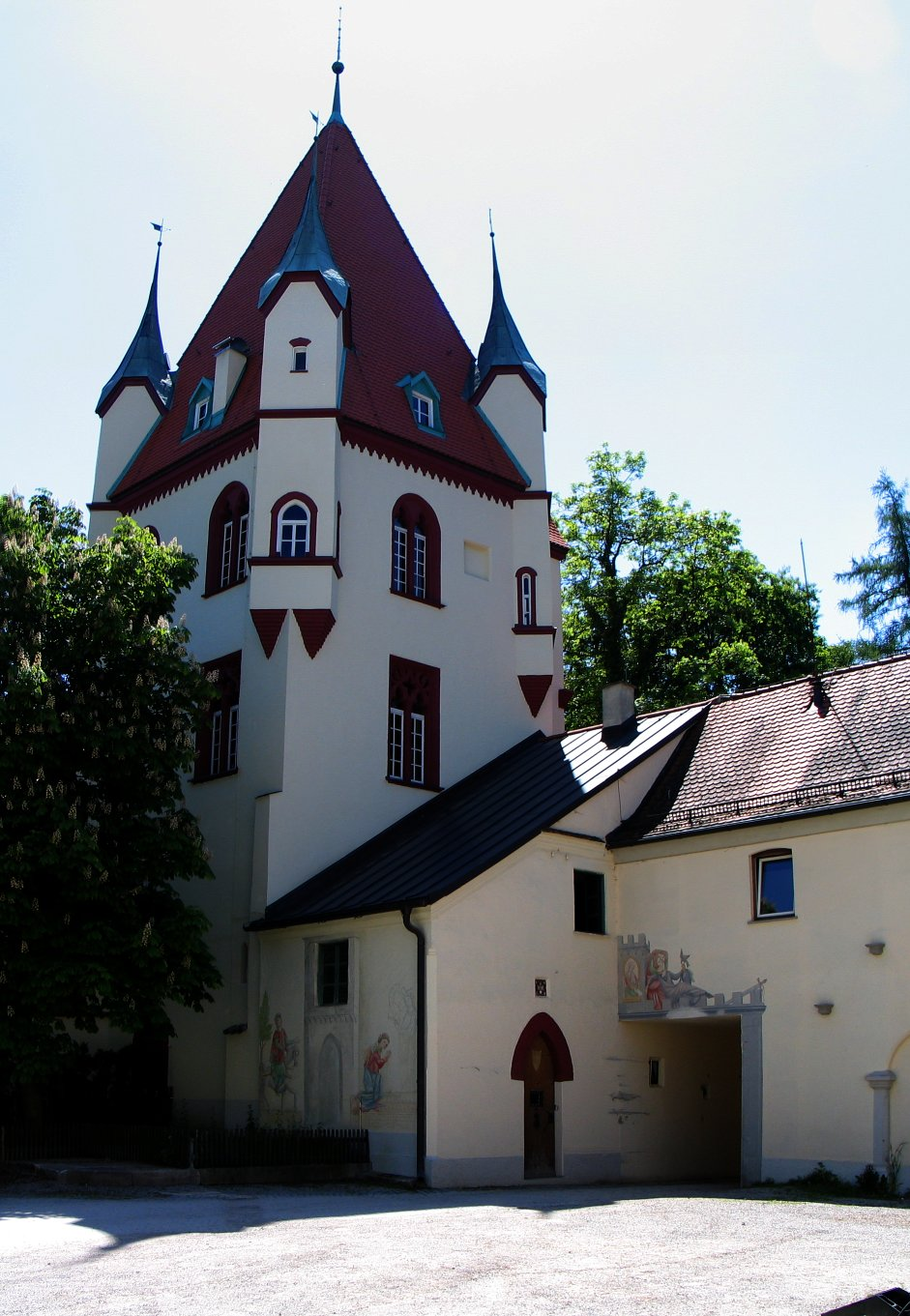
Замок Кальтенберг

Принц Леопольд родился в замке Лойтштеттен, под городом Штарнберг, Бавария. Единственный сын и выживший ребенок принца Людвига Баварского и принцессы Ирмингарды Баварской. Его прадед, Людвиг III, был последним правящим монархом в Баварии до низложения в 1918 году.
Принц Луитпольд — успешный предприниматель. Он владеет пивоварней, расположенной в замке Кальтенберг (König Ludwig GmbH & Co. Кг Schlossbrauerei Kaltenberg). Он также организует ежегодный рыцарский турнир в Кальтенберге.
В 2011 году Луитпольд Баварский приобрел мануфактуру Нимфенбургского фарфора. Он также владеет замками Лойтштеттен и Кальтенберг, в которых живет со своей семьей.
Нынешний глава Баварского королевского дома, герцог Франц, и его младший брат Макс стары и не имеют мужского потомства, Луитпольд, его старший сын Людвиг и сын Людвига Рупрехт являются вероятными наследниками дома Виттельсбахов.

## Брак и дети
25 июня 1979 года принц Леопольд женился на Катрин Беатрикс Виганд (род. 19 сентября 1951), дочери Герда Виганда и Эллен Шумахер. Гражданская церемония бракосочетания состоялась в Штарнберге, а религиозная последовала через день в аббатстве Андекс в Андексе (Бавария). Первоначально их брак считался морганатическим, но 30 марта 1999 года брак был признан династическим в соответствии с законами Баварского королевского дома. У супругов было пятеро детей:
- Принцесса Августа Мария Филиппа Баварская (род. 11 октября 1979), научно-исследовательский работник (зоолог). Вышла замуж за принца Фердинанда Липпе-Вайссенфельд (род. 1976), от брака с которым имеет двух сыновей:
  - Принц Луи-Фердинанд Людвиг Беатус Бернхард Кристофер Хулио Патрик Липпе-Вайссенфельд (род. 16 сентября 2013)
  - Принц Карл — Филипп Липпе-Вайссенфельд (род. 22 декабря 2015)
- Принцесса Алиса Мария Изабелла Баварская (род. 1981), исследователь когнитивной биологии и менеджер лаборатории Венского университета. Вышла замуж за князя Лукаса фон Ауэршперга (род. 25 июня 1981), от брака с которым у неё родились дочь и сын:
  - Принцесса Оливия фон Ауэршперг (род. 13 апреля 2013)
  - Принц Людвиг фон Ауэршперг (род. 8 апреля 2015)
- Принц Людвиг Баварский (род. 14 июня 1982), изучал политологию и право, является председателем благотворительной организации Хильфсферайн Нимфебург, основанной потомками баварского королевского дома в содружестве с Красным Крестом в 1964 году. Принц Людвиг — основатель одного из школьных проектов обучения для детей Кении. Женат на Софии-Александре Эвекинк, 1 сын:
  - Рупрехт Баварский (род. 6 августа 2024)
- Принц Генрих Баварский (род. 23 января 1986) вступил в брак с Генриеттой Груз (род. 1982). Свадьба состоялась 22 апреля 2017 года в Андексском аббатстве. О жене Генриха известно, что последний год она работала менеджером по организации праздников в замке Кальтенберг. Он имеет двух сыновей:
  - Максимилиан Баварский (род. 11 января 2021)
  - Константин Луитпольд Баварский (род. 20 сентября 2023)
- Принц Карл Баварский (род. 10 марта 1987)

## Награды
- Баварский орден «За заслуги» (2000)
- Орден «За заслуги перед Федеративной Республикой Германия» (2005)